# Viladàs
Viladàs és una masia de Navès (Solsonès) inclosa a l'Inventari del Patrimoni Arquitectònic de Catalunya.

## Descripció
Masia de planta rectangular amb teulada a doble vessant i orientada nord-sud. Per allargar la casa, es van fer noves construccions al segle xviii a la cara sud (façana principal) i a la cara oest. La portal principal és d'arc de mig punt adovellada, amb tres petits balcons i finestres amb llindes de pedra.
La façana oest té finestres a la planta baixa i galeries amb arcades i balcons als dos pisos superiors. A la cara est, es conserva l'arcada del portal. El parament és de pedres irregulars, excepte a les cantonades que són tallades.

## Història
La masia de Viladàs és l'antiga "Vila de Arcos", anomenada d'aquesta manera en la documentació del segle xi (1095). El sentit medieval de la paraula "vila", almenys al Solsonès, significava gran pagesia, gran propietat amb diferents albergs o cases habitades, agregades o disperses, amb una església a prop de la principal o de l'agregat.